# Air Berlin
Air Berlin va ser una aerolínia alemanya de baix cost. Tenia la seva seu a Berlín, però operava una gran quantitat de vols des de l'Aeroport de Palma. La majoria dels seus vols enllaçaven amb ciutats alemanyes, tot i que també tenia vols domèstics als Països Catalans, com ara de Barcelona a Palma. Estava integrada dins l'aliança Oneworld.
L'aerolínia es va fundar l'any 1978 per Lelco, una empresa estatunidenca. Després de la reunificació alemanya, Air Berlin va ser venuda i esdevingué una companyia alemanya el 1991. L'any 2012 es va unir a l'aliança Oneworld. Després de molts anys de pèrdues, Air Berlin va declarar-se insolvent el 15 d'agost de 2017 i va cessar les seves operaciones el 27 d'octubre de 2017.
L'estiu de 2023 es va informar que l'empresari alemany Marcos Rosselló, propietari de Sundair, havia adquirit la marca.

## Air Berlin i el català

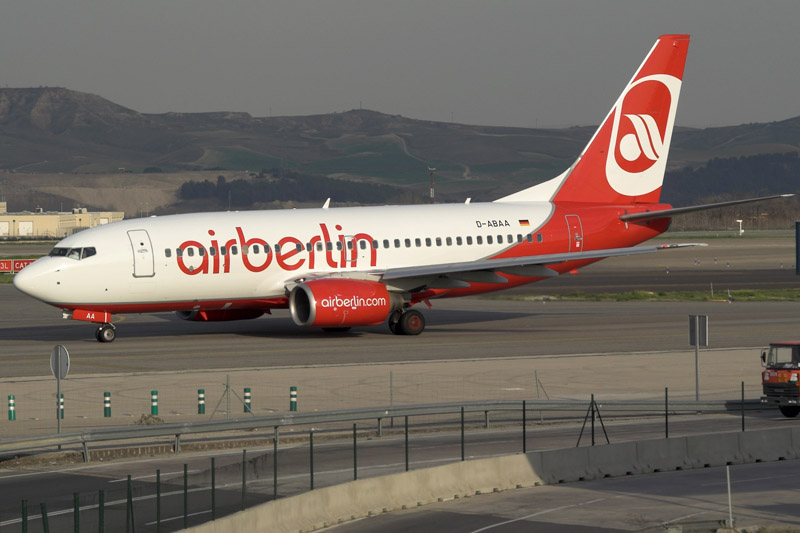
Boing 737 d'Air Berlin

A començaments de juny de 2008 el director general de la companyia, Joachim Hunold, signava un editorial atacant la llengua catalana a l'habitual revista que es posa a l'abast dels passatgers de l'aerolínia, en resposta a una carta de la directora general de Política Lingüística de les Illes Balears, Margalida Tous Ferrer, que demanava a Air Berlin i a altres companyies aèries que fessin servir també el català en les comunicacions amb els passatgers, com ara les planes web i la comunicació amb els passatgers durant els vols.
En l'editorial s'hi deia que la partició d'Espanya en nacionalismes regionals era un retorn als mini-estats medievals, que l'espanyol és la llengua oficial de l'Estat i per tant, Air Berlin, essent una companyia aèria internacional, ja tenia prou d'utilitzar aquest idioma. Alhora s'afegia que hi havia nens a l'Estat que ja no aprenien el castellà, posant com a exemple la retirada de la tercera hora d'espanyol a Catalunya.

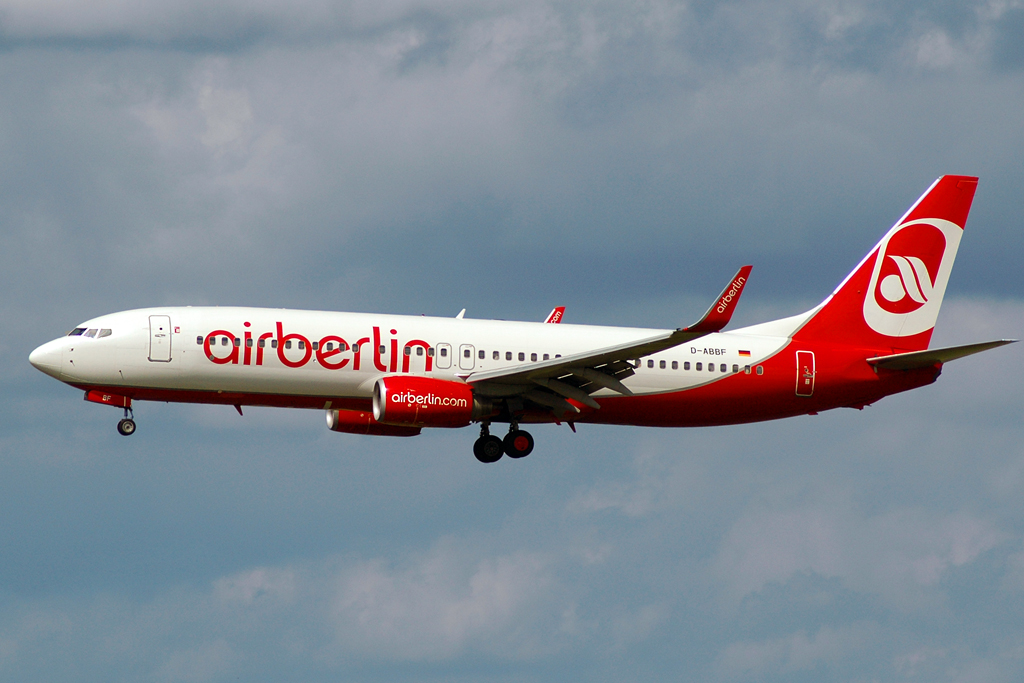
Boing 737-800

L'Obra Cultural Balear, la Generalitat de Catalunya i altres entitats com la Plataforma per la Llengua van fer saber el seu malestar a la Companyia.
Durant els dies posteriors a l'editorial, les accions d'Air Berlin van patir una caiguda en picat, des dels més de 7,5 euros fins a sota els 6,5 euros per acció, sent el valor més baix des de l'inici de la seva cotització en borsa.
Joan Puig, exdiputat d'ERC al Congrés, va penjar una imatge modificada del logo de la companyia aèria amb l'esvàstica nazi fent-se ressò d'una campanya de protesta a Internet. En resposta a aquests fets, Air Berlin va dir que denunciaria l'exdiputat davant la Unió Europea.
El president del govern balear, Francesc Antich, es reuní amb el director d'Air Berlin per a la península Ibèrica per explicar-li que el departament de Política Lingüística va escriure la carta amb esperit col·laborador amb l'aerolínia en qüestions de llengua, i que l'ànim de la carta que li va enviar el govern unes setmanes abans tan sols era aquest. Finalment la polèmica es tancà tan de pressa com havia sorgit, amb la declaració de bones intencions per part de la companyia de tractar d'incloure el català en les relacions amb els seus clients, tot i que no garantiren quan.
A finals del mateix mes de juny, més de 15.000 persones havien enviat una queixa per escrit a la companyia a través del web habilitat per Plataforma per la Llengua respecte a aquests fets.
L'any 2007, el director d'Air Berlin a Espanya i Portugal ja havia utilitzat paraules semblants en referir-se a la possibilitat que es descentralitzés la gestió aeroportuària a l'estat espanyol.